# Листовая мозаика

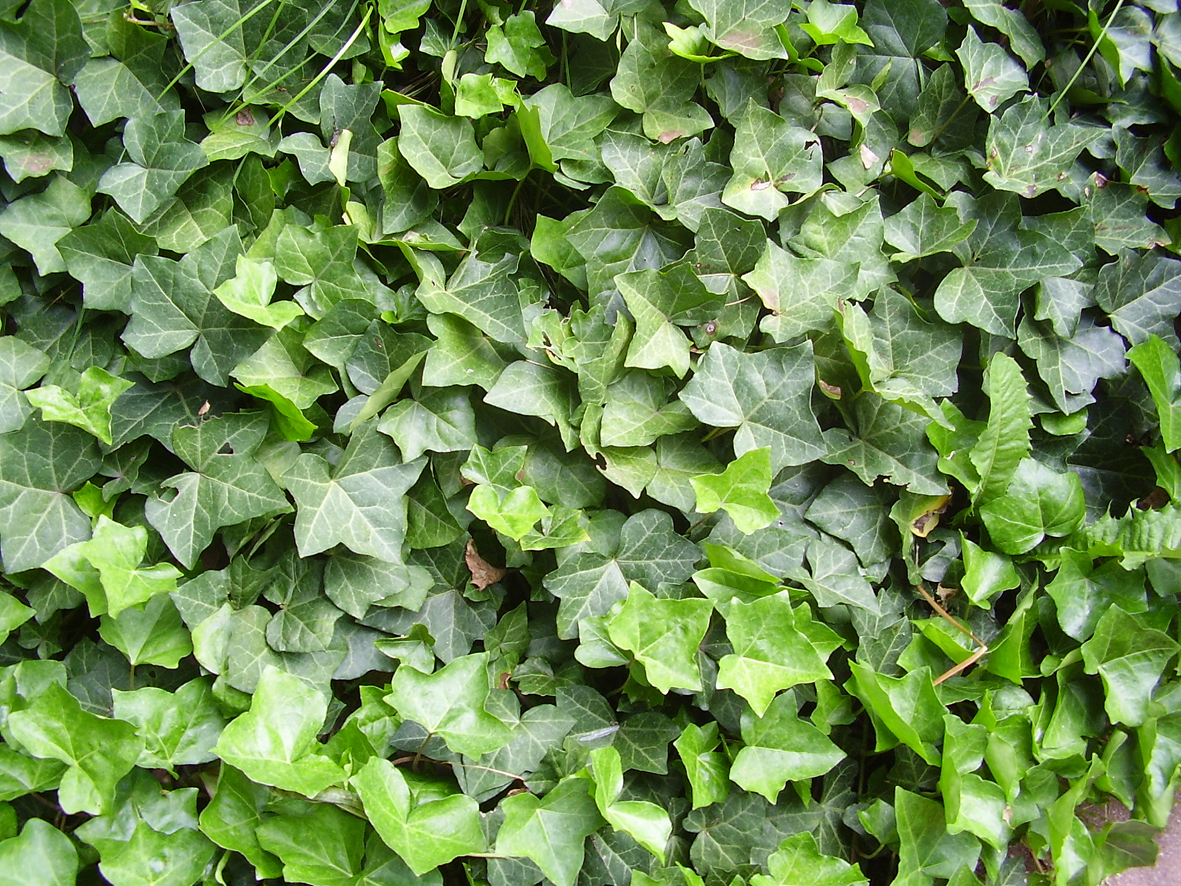
Листовая мозаика характерна для теневыносливых растений. Плющ обыкновенный

Листова́я моза́ика — расположение листьев на побегах одного растения в одной плоскости, обычно перпендикулярной направлению лучей света, что обеспечивает наименьшее затенение листьями друг друга.
Листовая мозаика — результат неравномерного роста черешков листьев и листовых пластинок, которые тянутся к свету и заполняют каждый освещенный промежуток. В связи с этим часто изменяются величина и даже форма листьев. Листовую мозаику можно наблюдать на горизонтальных, реже на вертикальных ветвях деревьев и кустарников в условиях значительного затенения (нижние ветви кроны вяза, липы, клёна), на ползучих побегах трав (копытень), на розеточных побегах (герань, подорожник, одуванчик). Листовая мозаика — важное приспособление к максимальному использованию рассеянного света и может образоваться при любом типе листорасположения — спиральном, супротивном, мутовчатом.
Листовая мозаика обусловливает образование светотеневых эффектов под кроной дерева и придаёт живописность и своеобразие облику растения.